# Tow Law
Tow Law är en stad och civil parish i kommunen Durham i England. Orten har 2 138 invånare (2011).